# تارا سنايدر
تارا سنايدر (بالإنجليزية: Tara Snyder) مواليد 26 مايو 1977 في كانساس، الولايات المتحدة، هي لاعبة كرة مضرب أمريكية سابقة بدأت مسيرتها كمحترفة سنة 1995 وكانت تلعب باليد اليمنى، اعتزلت اللعب في 2006. كما أنها إحدى بطلات الجراند سلام. أعلى تصنيف لها في الفردي كان المركز الـ 33 في سنة 1998. أعلى تصنيف لها في الزوجي كان المركز الـ 107 في سنة 2000.

## الميداليات
| الميدالية | المسابقة                    |
| --------- | --------------------------- |
| فضية      | دورة الألعاب الأمريكية 1999 |

## روابط خارجية
- تارا سنايدر على موقع رابطة محترفات التنس (الإنجليزية)
- تارا سنايدر على موقع الاتحاد الدولي لكرة المضرب (الإنجليزية)
- تارا سنايدر على موقع خلاصة التنس.كوم (الإنجليزية)